# 瓦尔弗里德·赫尔曼
瓦尔弗里德·赫尔曼（瑞典語：Walfrid Hellman，1883年11月17日—1952年10月7日），瑞典男子射击运动员。他曾代表瑞典参加1920年夏季奥林匹克运动会射击比赛，获得男子团体步枪300米站姿铜牌。